# Джеффрі Карр
Джеффрі Карр (англ. Geoffrey Carr, 22 січня 1886 — 13 липня 1969) — британський академічний веслувальник.
Срібний призер Олімпійських Ігор 1912 року в складі розпашної четвірки зі стерновим.